# Kalkrosettmossa
Kalkrosettmossa (Riccia gothica) är en levermossart som beskrevs av Damsh. och Hallingbäck. Kalkrosettmossa ingår i släktet rosettmossor, och familjen Ricciaceae. Enligt den svenska rödlistan är arten sårbar i Sverige. Arten förekommer på Gotland, Öland och Götaland. Artens livsmiljö är jordbrukslandskap.